# Дания на «Евровидении-1957»
Дании дебютировала на «Евровидении-1957», проходившем в Франкфурте-на-Майне, (ФРГ), 3 марта 1957 года. На конкурсе её представляли Бирте Вильке и Густав Винклер с песней «Skibet skal sejle i nat?», выступившие девятыми. В этом году страна заняла третье место, получив 10 баллов. Комментатором конкурса от Дании стал Гуннар Хансен (Statsradiofonien TV). Глашатаем выступил Свенд Петерсен.
Густав и Бирте стали первым дуэтом в истории конкурса. Их выступление запомнилось длинным поцелуем в конце песни.
Дуэт выступил в сопровождении оркестра под руководством Кая Мортенсена.

## Национальный отбор[8]
17 февраля 1957 года состоялся финал Dansk Melodi Grand Prix 1957. Конкурс проходил в Radiohouse, в Копенгагене.
|   | Исполнитель                   | Песня                          | Место |
| - | ----------------------------- | ------------------------------ | ----- |
| 1 | Бирте Вильке                  | «Chanson ordinaire»            | ?     |
| 2 | Густав Винклер                | «Fata morgana»                 | ?     |
| 3 | Бирте Вильке                  | «Hele verden venter på en vår» | ?     |
| 4 | Бирте Вильке и Густав Винклер | «Kӕrlighedens cocktail»        | 2     |
| 5 | Густав Винклер                | «Lӕngslernes vej»              | ?     |
| 6 | Бирте Вильке и Густав Винклер | «Skibet skal sejle i nat»      | 1     |

## Страны, отдавшие баллы Дании
Жюри каждой страны из десяти человек распределяло 10 баллов между понравившимися песнями
| Отдали Дании… | Отдали Дании… | Отдали Дании…  |
| 5 баллов      | 3 балла       | 2 балла        |
| ------------- | ------------- | -------------- |
| Нидерланды    | Италия        | Великобритания |

## Страны, получившие баллы от Дании
| 3 балла | Нидерланды                |
| 2 балла | Швейцария Франция Бельгия |
| 1 балл  | Италия                    |